# Results
Results ist ein Studioalbum von Liza Minnelli. Es entstand vom 18. bis 22. April 1989 in London und erschien am 11. Oktober 1989.

## Hintergrund
Das Album orientiert sich am Synthiepop, dessen führende Vertreter in den 1980er Jahren die Pet Shop Boys waren, welche auch für die Produktion dieses Albums verantwortlich zeichneten. Ursprünglich wollten sie mit Liza Minnelli nur ein einziges Lied aufnehmen, sie hatten zusammen jedoch so viel Spaß an der Zusammenarbeit, dass ein ganzes Album entstand. Minnelli änderte zur Promotion des Albums ihr Styling und trat jugendlicher in Erscheinung, außerdem drehte sie Videoclips zu den einzelnen Single-Auskoppelungen. Mit den Songs Losing My Mind und Love Pains trat Minnelli 1989 und 1990 in der beliebten BBC-Musiksendung Top of the Pops auf und absolvierte darüber hinaus eine Promo-Tournee durch Europa.
Sieben der zehn Lieder wurden von den beiden Pet Shop Boys Chris Lowe und Neil Tennant geschrieben; Rent und Tonight Is Forever hatten die Pet Shop Boys bereits für ihre Alben Please (1986) und Actually (1987) aufgenommen. Losing My Mind wurde aus Stephen Sondheims Musical The Follies entnommen. Twist in My Sobriety stammt eigentlich von der Folksängerin Tanita Tikaram; es ist auf ihrem Album Ancient Heart von 1988 enthalten. Love Pains stammt aus dem Album Yvonne von Yvonne Elliman aus dem Jahr 1979.
Results war in Großbritannien ein großer Erfolg, wo es Platz 6 der Albencharts erreichte. Es stand damit im Gegensatz zu den Verkaufszahlen in den Vereinigten Staaten: Dort schaffte es Results nur auf Platz 128 der Billboard-Albencharts. Angeführt wurde das Album von der Single Losing My Mind, die in Großbritannien auf dem 6. Platz der Charts landete und in den USA Platz 11 der dortigen Dance-Charts belegte.

## Titelliste
1. I Want You Now (Chris Lowe, Neil Tennant) – 4:41
2. Losing My Mind (Stephen Sondheim) – 4:11
3. If There Was Love (Chris Lowe, Neil Tennant) – 6:47
4. So Sorry, I Said (Chris Lowe, Neil Tennant) – 3:14
5. Don’t Drop Bombs (Chris Lowe, Neil Tennant) – 3:39
6. Twist in My Sobriety (Tanita Tikaram) – 4:51
7. Rent (Chris Lowe, Neil Tennant) – 3:54
8. Love Pains (Steve Barri, Harvey Price, Dan Walsh) – 4:10
9. Tonight Is Forever (Chris Lowe, Neil Tennant) – 5:04
10. I Can’t Say Goodnight (Chris Lowe, Neil Tennant) – 4:52

## Rezeption
Die Kritiken zum Album fielen unterschiedlich aus. Der Guardian bezeichnete es als „raffinierte Quintessenz moderner Pop-Technik, durchdrungen von bedeutender Musiktheater-Tradition“ und die Los Angeles Times als „eines der faszinierendsten Alben des Jahres“ mit „dunklen, launischen Balladen und dunklen, launischen Tanzliedern“. Mitproduzent Neil Tennant selbst erachtete Results in einem Interview 1996 als „möglicherweise bestes Album“ der Pet Shop Boys.
Der Musikkritiker William Ruhlmann resümiert, dass – selbst wenn frühere Alben kommerziell erfolgreich gewesen seien – die Aufnahme von Studioalben noch nie Liza Minnellis oberste Priorität gewesen sei, da sie mehr Zeit in ihre Karriere als Bühnensängerin und Entertainerin investierte. Die musikalischen Wurzeln im Traditional Pop verankert, hätte sie sich auch in zeitgenössische, rockige Gefilde gewagt, dies jedoch nicht aus vollem Herzen. Die Live-Aufnahme ihres Konzerts in der New Yorker Carnegie Hall aus dem Jahre 1987 habe sie schließlich wieder als Sängerin etabliert. Für Minnellis eingefleischte Fans sei nun Results schwer zu verstehen, sie wage sich hier in eine völlig andere musikalische Richtung, unter Einfluss der elektronischen Synthesizer-Klänge der britischen Pet Shop Boys. Losing My Mind, ein Musicalsong von Stephen Sondheim, habe die Grundlage für ein ganz anderes Album bilden können; hier, als Dance-Song abgemischt, höre er sich fast an wie Laura Branigans Lied Gloria von 1982. Results sei mehr ein Pet-Shop-Boys-Album als ein Liza-Minnelli-Vehikel, und beide Parteien hätten trotz des großen Erfolges in Großbritannien gut daran getan, wieder ihrer eigenen Wege zu gehen.